# Cukej Avrona
Cukej Avrona (hebrejsky: צוקי עברונה) je vrch o nadmořské výšce 571 metrů v jižním Izraeli, na okraji pohoří Harej Ejlat.
Nachází se cca 14 kilometrů severně od města Ejlat, cca 5 kilometrů jihozápadně od vesnice Be'er Ora a cca 7 kilometrů západně od mezistátní hranice mezi Izraelem a Jordánskem. Má podobu výrazného skalnatého zlomu, který vystupuje na okraji pohoří Harej Ejlat do příkopové propadliny vádí al-Araba. Výrazný je zejména sráz na jižní a jihovýchodní stranu, kam odtud stékají vádí Nachal Avrona a Nachal Nicoc. K severovýchodu směřuje vádí Nachal Ora, podél severozápadního okraje téhoto masivu pak vede mohutným údolím vádí Nachal Racham. Krajina v okolí hory je členěna četnými vrchy. Na severu přímo navazuje hora Har Ora, na jihozápadě Giv'at Pu'a. Pouze na východní straně se terén srovnává do plochého údolí vádí al-Araba, kam vystupuje v předpolí pahorek Giv'at Nicoc.